# Імджа-Цо
Імджа-Цо, або озеро Імджа (неп. इम्जा हिमताल) — льодовикове озеро в Непалі, утворене наприкінці 1950-х років в результаті танення льодовика Імджа.
Імджа-Цо визнано одним з потенційно небезпечних озер Гімалаїв. Дослідження 2009 року описувало це озеро талої води, як одне з найшвидше зростаючих у Гімалаях. Стримуване термінальною мореною Імджа-Цо загрожує вибуховою повінню поселенням, що знаходяться нижче за течією.

## Опис

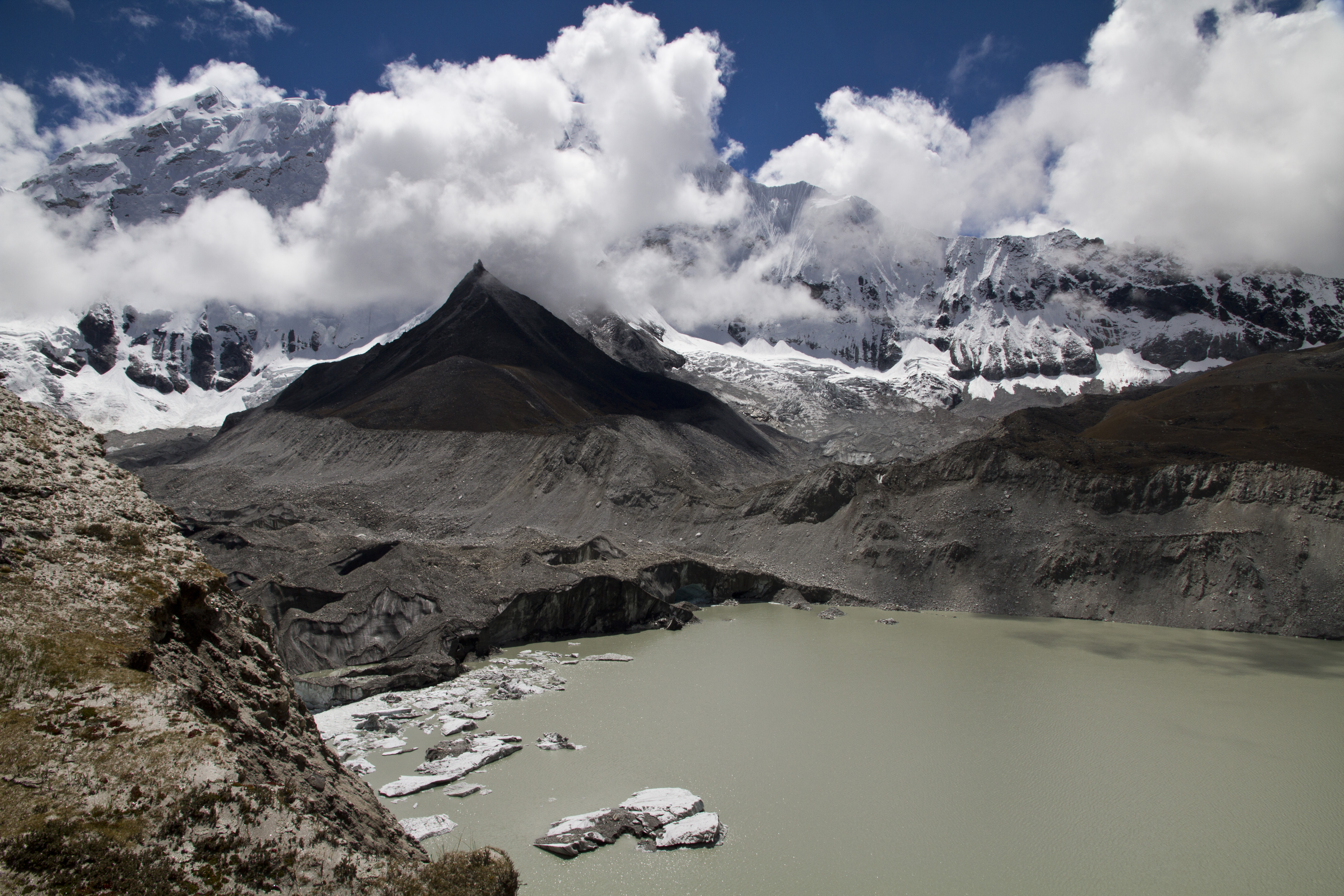
Вид на схід, на злиття Імджа-Цо та льодовика Імджа.

Озеро розташоване на висоті 5010 м в Непалі. Водозбір Імджа-Цо займає північно-східну частину басейну річки Дудх-Косі. Власне озеро розташоване в нижній частині льодовика біля підніжжя материнських льодовиків Імджа та Лхоцзе-Шар.

## Історія
Вперше озеро було нанесено на карту у вигляді кількох ставків із супутникового знімка, зробленого в 1962 році. Загальна площа ставків тоді становила приблизно 0,03 км 2. З таненням льодовиків у 1970-х роках ставки об'єдналися у надльодовикове озеро, і відтоді воно безперервно зростає. Площа озера збільшилася приблизно до 0,8 км² (796 600 м²) у 2000 році. На основі зображення опублікованого 21 листопада 2009 року в Google Earth озеро досягло площі 1,055 км².
У 2016 році згідно з програмою ООН, спільно з армією Непалу та Департаментом метеорології та гідрології за фінансової підтримки Глобального екологічного фонду побудували вихідний отвір і злили з озера понад 4 мільйони кубометрів води.